# Thohoyandou
Thohoyandou ist eine Stadt in der südafrikanischen Provinz Limpopo. Sie liegt in der Gemeinde Thulamela im Distrikt Vhembe, deren Verwaltungssitz Thohoyandou ist. Die Stadt war bis 1994 Hauptstadt des nur von der damaligen südafrikanischen Apartheidregierung anerkannten Staates Venda. Der Name stammt aus dem Tshivenda, heißt „Kopf des Elefanten“ und ist der Name eines früheren Venda-Oberhauptes. Der Elefant ist das Wappentier des Clans des früheren Präsidenten von Venda, Patrick Mphephu.

## Geographie
2011 hatte Thohoyandou 69.453 Einwohner, von denen die meisten Venda sind. Die Stadt ist das administrative Zentrum im äußersten Nordosten Südafrikas. In der Nähe von Thohoyandou liegen die Townships Folovhodwe, Muledane, Shayandima, Makwarela und Maniini. Das Klima ist subtropisch.

## Geschichte
Thohoyandou ist eine junge Stadtgründung. Von 1971 bis 1994 war Makwarela Hauptstadt von Venda, das 1979 formal unabhängig geworden war. Makwarela war ein Vorort von Sibasa, beide gehören heute zu Thohoyandou. Die Entwicklung dieser Agglomeration wurde im Zuge der damaligen Homeland-Politik durch die südafrikanische Regierung gefördert. Die Bantu Investment Corporation ließ hier gewerbliche Infrastruktur errichten, da diese Townshipsiedlungen die Schlafstädte für den Arbeitskräftebedarf der Industrie um Louis Trichardt waren.

## Wirtschaft und Verkehr
Rund um Thohoyandou werden aufgrund des subtropischen Klimas und der fruchtbaren Böden Bananen, weitere Früchte, Tee, Tabak und Mais angebaut. Die Stadt ist das Handelszentrum für die umliegende Region. Im nahegelegenen See Nandoni Dam wird Fischerei betrieben.
Thohoyandou liegt an der Regionalstraße R524, die in west-östlicher Richtung von Louis Trichardt über Thohoyandou in den Kruger-Nationalpark führt. Westlich von Thohoyandou liegt der Thohoyandou Airport (IATA-Bezeichnung THY).

## Bildung und Forschung
Die University of Venda (kurz Univen) hat ihren Sitz in Thohoyandou. Sie wurde 1982 gegründet.
Der Botanische Garten Thohoyandou ist einer der national bedeutsamen botanischen Gärten Südafrikas und zählt zu den jüngsten Einrichtungen dieser Art im Land.

## Sport
Der Fußballverein Black Leopards F.C. aus Thohoyandou spielte bis 2007/08 in der obersten südafrikanischen Liga, der Premier Division; seither tritt der Verein in der First Division an. Das Stadion hat ein Fassungsvermögen von 40.000 Personen.